# Kun Erzsébet (író)
Kun Erzsébet (alias Kunitzer Szonja, Budapest, 1926. július 10. – Budapest, 1996. május 1.) magyar író, újságíró.

## Élete
Kunitzer István (1892–1980) nőgyógyász-onkológus és Andreidesz Gizella Emília (1892–1967) gyermekeként született. Apai nagyapja Kunitzer Sándor (1865–1937) körorvos, egészségügyi tanácsos volt, aki nem csupán hosszú éveken át kezelte Móricz Zsigmondot, hanem jó barátságban is állt az íróval. Sírja a tahitótfalui izraelita temetőben található.
A Hétfői Hírek publicistája, majd a Magyar Nemzet újságírója volt. A Füles magazin munkatársa volt szerkesztőként 1971-től 1990-ig, szerzőként a lap alapításától haláláig. Elsősorban rejtvény-, illetve viccgyűjteményeiről közismert. Élete utolsó évtizedében vallásos műveket publikált.

## Művei
- A rejtvény, rejtvénytörténet, 1966
- Mosolygó medicina, anekdoták, 1969
- A végén minden kiderül, kvíztörténet, 1973
- Tojástánc, rejtvények, 1978
- Derítő-szerek, orvosi anekdoták, 1983
- Családmesék (elbeszélések), 1986
- 111 minikrimi (rejtvények), 1987
- Jean és társai, 1987
- Kuriózumok, fura dolgok, művelődéstörténeti érdekességek, 1988
- Gyógyviccek, 1988
- Poénportya, 1989
- Hasznos haszontalanságok, 1989
- Bolondóra, a bolondság enciklopédiája, 1990
- Családmesék, a szeretet tankönyve, 1990
- Köszönöm (imák), 1991
- Gergő gazdagsága, 1993
- Párbeszéd a boldogságról, 1995
- A szeretetről, 1996